# Белл, Гертруда
Гертруда Белл (англ. Gertrude Margaret Lowthian Bell; 14 июля 1868 — 12 июля 1926) — британская писательница, путешественница, шпионка, сотрудница по политическим вопросам, администратор и археолог.

## Биография
Изучала историю в Оксфорде. Занималась ближневосточными исследованиями и картографированием, благодаря чему стала авторитетным лицом в политике и шпионаже Британской империи. Совершила многочисленные путешествия по Великой Сирии, Месопотамии, Малой Азии и Аравии. Стояла у истоков Национального музея Ирака.
Наряду с Лоуренсом Аравийским Белл помогла утвердиться Хашимитской династии на территории современной Иордании, а также в Ираке. Играла важную роль в создании, определении границ и помогала управлять государством в Ираке, используя свои уникальные знания, полученные во время путешествий, и отношения с лидерами племён по всему Ближнему Востоку.

## Память
В 2015 году режиссёр Вернер Херцог представил на Берлинском фестивале эпический фильм-биографию о Гертруде Белл под названием «Королева пустыни». Главную роль в фильме исполнила Николь Кидман.